# Secret Orders
Pour plus de détails, voir Fiche technique et Distribution.
Secret Orders est un film muet américain réalisé par Chester Withey et sorti en 1926.

## Synopsis
Au déclenchement de la Grande Guerre, Janet Graham, une télégraphiste, est persuadée par Eddie Delano, un escroc se faisant passer pour un vendeur ambulant, de l'épouser. Elle accepte mais découvrant sa duplicité, elle le remet à la police. Janet est alors contactée par les services secrets américains qu'elle intègre pour découvrir la source d'une fuite dans la navigation des transports de troupes vers le front européen. Croyant qu'Eddie a été tué en mer, elle tombe amoureuse de Corbin, son supérieur. Pendant ce temps, Eddie, qui est bien vivant, s'échappe de prison et rejoint Slavin, dont il ignore l'affiliation aux services secrets allemands. Il accepte sans le savoir un emploi chez des agents allemands à New York et Janet découvre que Louise, le cuisinier de Corbin, est en fait une espionne allemande. Des complications surviennent quand Eddie tente de voler le coffre-fort de Corbin et Janet appelle par radio de l'aide du quartier général d'espionnage puis est sauvée par Corbin. Ils finissent par se marier.

## Fiche technique
- Titre original : Secret Orders
- Réalisation : Chester Withey
- Assistant-réalisateur : Doran Cox
- Scénario : J. Grubb Alexander (en), Martin Justice
- Photographie : Roy H. Klaffki
- Montage :
- Producteur :
- Société de production : Robertson-Cole Pictures Corporation
- Société de distribution : Film Booking Offices of America
- Pays de production :  États-Unis
- Langue : film muet avec les intertitres en anglais
- Format : Noir et blanc — 35 mm — 1,33:1 — Muet
- Genre : Drame
- Durée : 60 minutes (1 h 0)
- Dates de sortie :
  - États-Unis : 7 mars 1926
  - Royaume-Uni : 17 janvier 1927

## Distribution
- Harold Goodwin : Eddie Delano
- Robert Frazer : Bruce Corbin
- Evelyn Brent : Janet Graaham
- John Gough : Spike Slavin
- Margerie Bonner (en) : Mary, l'amie de Janet
- Brandon Hurst : le majordome
- Frank Leigh : le cuisinier